# Bathypterois longipes
Bathypterois longipes är en fiskart som beskrevs av Günther, 1878. Bathypterois longipes ingår i släktet Bathypterois och familjen Ipnopidae. Inga underarter finns listade.

## Bildgalleri

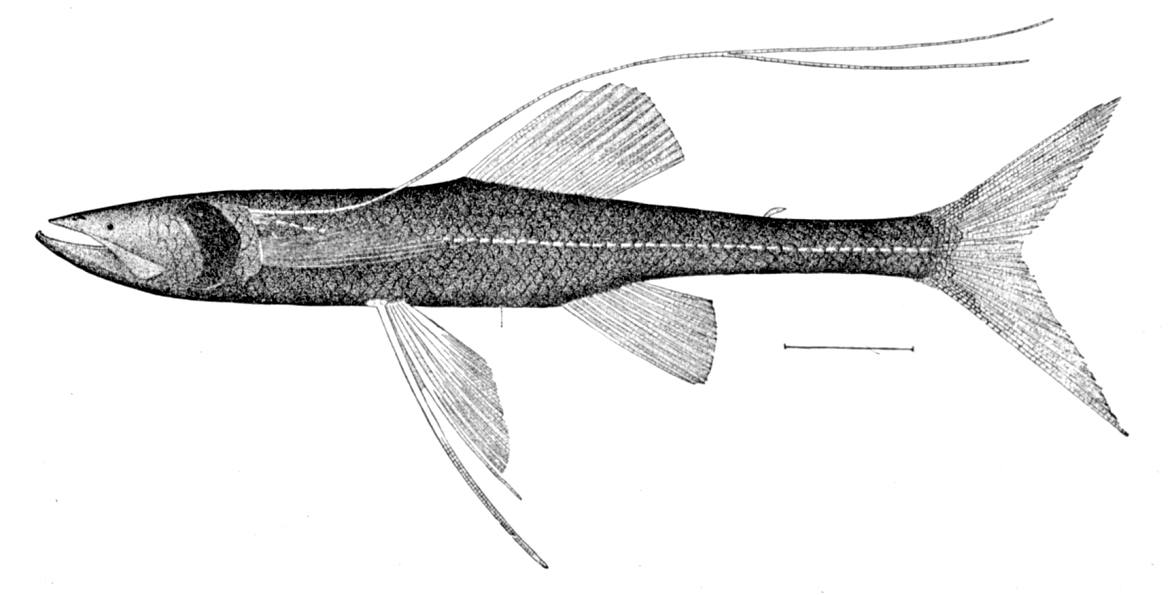
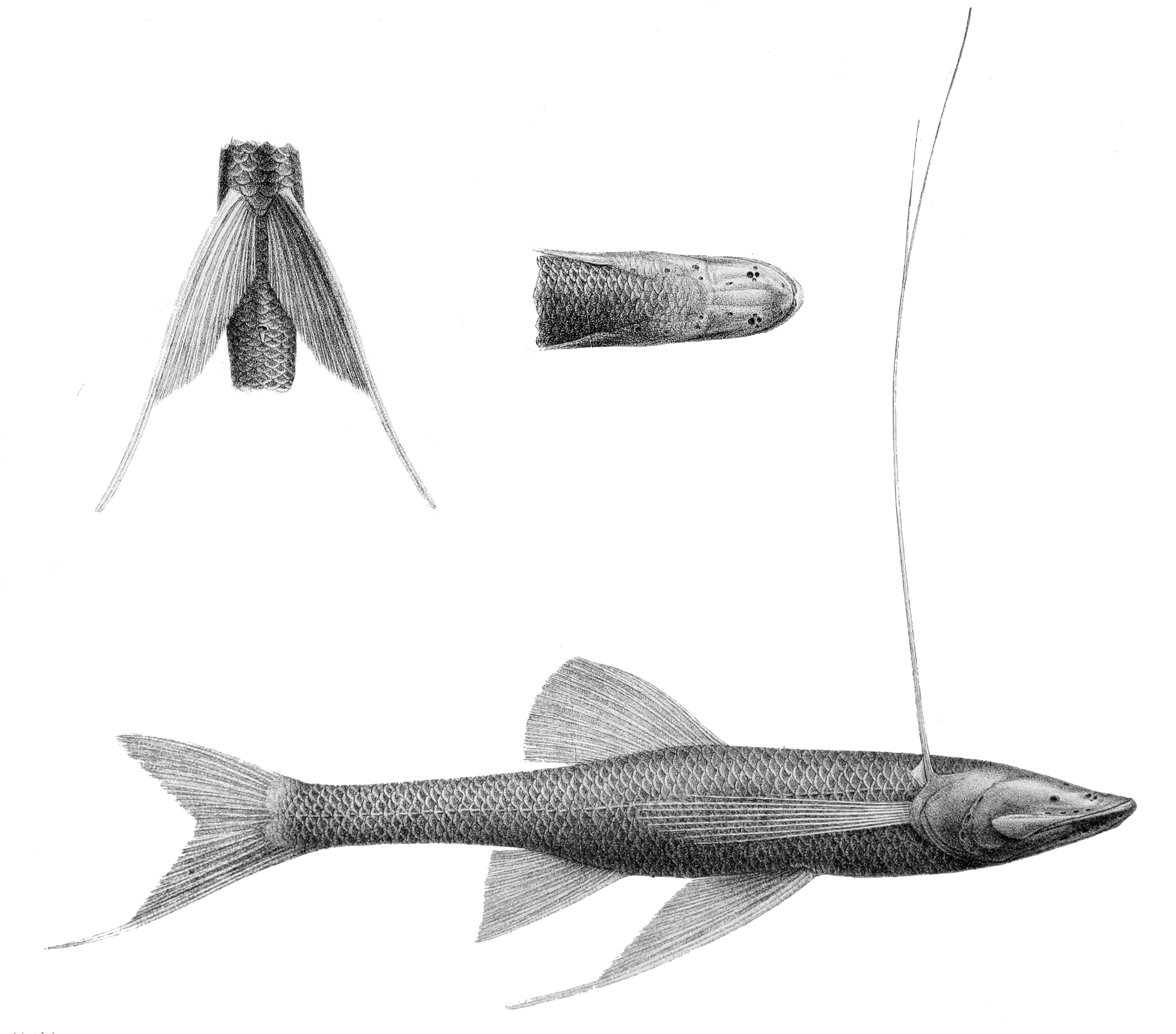